# Odznaka pamiątkowa „Stanęli w Potrzebie 1920”
Odznaka pamiątkowa „Stanęli w Potrzebie 1920” – polskie odznaczenie za udział w wojnie polsko-bolszewickiej.

## Historia
Ustanowienia odznaki dokonano z inicjatywy Krakowskiego Komitetu Obrony Państwa w 1920 (zob. Rada Obrony Państwa). Rozpisano konkurs, którego laureatem został wybrany Jan Raszka, autor projektu odznaki z dewizą  „Stanęli w potrzebie”. Uroczystość wręczenia odznaki osobom wyróżnionym odbyła się 10 października 1920 na boisku „Sokoła” w Krakowie. Tego dnia udekorowani zostali m.in. (wśród nich członkowie Komitetu): Włodzimierz Tetmajer (prezes KOP), Stanisław Wajner, Stanisław Rymar, radca Kowalski, ks. prałat Jan Masny, płk Eugeniusz Tinz, płk wojsk francuskich Kozłowski, radca Skrzetuski, dr Skulski.
Odznaka była wykonana z miedzi i miała średnicę 3 cm.
Z założenia odznaka była przeznaczona dla ochotników – obrońców Ojczyzny. Była jedną z najpopularniejszych odznak wybitych za udział w wojnie 1920 roku.